# 密支那車站
密支那車站位於緬甸克欽邦密支那，是曼德勒至密支那鐵路段的一個鐵路車站。隸屬於緬甸國家鐵路第一分區。